# Donje Goračiće
Donje Goračiće (cyr. Доње Горачиће) – wieś w Serbii, w okręgu zlatiborskim, w gminie Sjenica. W 2011 roku liczyła 41 mieszkańców.